# Mieczysławka (powiat opolski)
Mieczysławka – wieś w Polsce położona w województwie lubelskim, w powiecie opolskim, w gminie Karczmiska.
W latach 1975–1998 miejscowość administracyjnie należała do ówczesnego województwa lubelskiego.
Wieś wraz z wsią Jaworce tworzy sołectwo Jaworce-Mieczysławka].
Wierni Kościoła rzymskokatolickiego należą do parafii św. Wawrzyńca w Karczmiskach.